# Rostisław Alidzajew
Rostisław Pawłowicz Alidzajew, ros. Ростислав Павлович Алидзаев (ur. w 1893 w Żeleznowodsku, zm. zimą 1943 nad rzeką Mius) – rosyjski wojskowy (sotnik), emigracyjny kozacki działacz narodowy, korespondent wojenny Abwehrgruppe-101 podczas II wojny światowej.
Miał wykształcenie techniczne. Pracował jako inżynier. W okresie wojny domowej w Rosji był sotnikiem terskiego wojska kozackiego. Po klęsce wojsk Białych w 1920 r., udał się na emigrację. Zaangażował się w działalność Kozackiego Ruchu Narodowo-Wyzwoleńczego (KNOD), opowiadającego się za niezależnością ziem kozackich. Na przełomie sierpnia/września 1942 r. R. P. Alidzajew przybył z Pragi na zajęte przez Niemców ziemie kozackie na północnym Kaukazie. W okupowanym Piatigorsku współtworzył Sztab Formowania Kozackich Wojsk Tereku i Kubania. Wszedł w skład Abwehrgruppe-101. Pełnił funkcję korespondenta wojennego, przesyłając do Niemiec artykuły dotyczące życia Kozaków na obszarach okupowanych. Ukazywały się one w piśmie „Kazaczij wiestnik”. Rostisław P. Alidzajew utworzył sieć korespondentów, którzy pracowali dla niego. Ponadto kolportował emigracyjną prasę KNOD wśród mieszkańców większych miast na północnym Kaukazie. Zginął na froncie podczas walk nad rzeką Mius zimą 1943 r.